# اقتصاد الحرب
اقتصاد الحرب (بالإنجليزية: war economy) مع التمييز بين الحروب التقليدية والحروب الأهلية فاقتصاد الحرب (في الحروب التقليدية) هو مجموعة من إجراءات الطوارئ التي يتم اتخاذها من قِبل الدولة الحديثة لتعبئة اقتصادها للإنتاج خلال فترة الحرب. ويصف فيليب لو بيلون اقتصاد الحرب بأنه «نظام إنتاج الموارد وتعبئتها وتخصيصها لدعم المجهود الحربي». وتتضمن بعض التدابير التي يتم اتخاذها زيادة معدلات الضرائب، وكذلك طرح برامج تخصيص الموارد. وغني عن القول إن كل بلد يتناول إعادة تكوين اقتصاده بطريقة مختلفة.
وتقوم العديد من الدول بزيادة درجة التخطيط في اقتصاداتها خلال الحروب؛ وفي الكثير من الحالات يشمل هذا الترشيد، وفي بعض الحالات يشمل التجنيد لأغراض مدنية، مثل منظمة الجيش النسائي للقيام بالأعمال الزراعية (Women's Land Army) وبيفين بويز (Bevin Boys) في المملكة المتحدة في الحرب العالمية الثانية.
في هذا الإطار، قال فرانكلين دي روزفلت إنه إذا كسبت دول المحور الحرب، عندئذٍ «سيتعين علينا أن نتحول بشكل دائم إلى قوة عسكرية تستند إلى اقتصاد الحرب.»
وفيما يُعرف باسم الحرب الشاملة، عادة ما يُنظر إلى هذه الاقتصادات كأهداف من قِبل العديد من الجيوش. ويُعتبر حصار الاتحاد أثناء الحرب الأهلية الأمريكية أحد أول الأمثلة على ذلك.
وفيما يتعلق بجانب إجمالي الطلب، فإن هذا المفهوم قد ارتبط بمفهوم «النظرية الكينزية العسكرية»، والتي تعمل فيها الميزانية العسكرية للحكومة على استقرار دورات الأعمال والتقلبات و/أو تُستخدم لمكافحة الركود.
وفيما يتعلق بجانب العرض، لوحظ أن الحروب في بعض الأحيان يكون لها تأثير على تسريع التقدم التكنولوجي إلى حد أن الاقتصاد يتعزز بشكل كبير بعد الحرب، لا سيما إذا تجنب الدمار المرتبط بالحروب. وكان هذا هو الحال، على سبيل المثال، مع الولايات المتحدة في الحرب العالمية الأولى والحرب العالمية الثانية. ومع ذلك، يقول بعض خبراء الاقتصاد (مثل سيمور ميلمان) إن الطبيعة الإسرافية للكثير من حالات الإنفاق العسكري يمكن في نهاية المطاف أن تضر بالتقدم التكنولوجي.
أما في الحروب الأهلية فيمكن تعريفه بـ «استمرار الاقتصاد بوسائل أخرى»، ويعتبر معهد Berghof Research Center أن ما يميّز اقتصاد الحرب في الحروب الأهلية، حيث تكون الحكومة والمتمردون طرفَي النزاع، «أنها تنطوي على التحايل على الاقتصاد النظامي وتدميره، ونمو الأسواق غير النظامية والسوداء، وسيادة السلب، والابتزاز، والعنف المتعمّد ضد المدنيين من قبل المقاتلين لاكتساب السيطرة على الأصول المربحة، واستغلال اليد العاملة. كما أنه اقتصاد يتّسم باللامركزية، ويزدهر فيه الاعتماد على التهريب، واستغلال الأقليات من السكان».

## الولايات المتحدة
تتمتع الولايات المتحدة وحدها بتاريخ معقد للغاية مع اقتصادات الحروب. وجاءت الكثير من الحالات البارزة أثناء القرن العشرين، حيث كانت الولايات المتحدة طرفًا في صراعات رئيسية خلال هذا القرن أبرزها الحربين العالميتين والحرب الكورية وحرب فيتنام.

### الحرب العالمية الأولى
في التعبئة للحرب العالمية الأولى، وسعت الولايات المتحدة من صلاحياتها الحكومية من خلال إنشاء مؤسسات مثل مجلس الصناعات الحربية (WIB) للمساعدة في الإنتاج العسكري. في حين قامت إدارات أخرى، مثل إدارة الوقود، بإدخال نظام التوقيت الصيفي في محاولة لتوفير الفحم والنفط، في حين شجعت إدارة الأغذية على زيادة إنتاج الحبوب و«حثت على روح التضحية بالنفس بدلاً من الترشيد الإلزامي.» ولعبت الدعاية أيضًا دورًا كبيرًا في حشد الدعم لمواضيع تتراوح من مبادرات ضريبية وصولاً إلى حفظ الأغذية. وفي حديثه في مجموعة Four Minute Men، وهي عبارة عن مجموعة من المتطوعين الذين كانوا يحشدون الجمهور من خلال خطابات قصيرة، قال الصحفي جورج كريل إن الفكرة كانت شائعة للغاية وشهد البرنامج آلافًا من المتطوعين من جميع أنحاء الولايات.

### الحرب العالمية الثانية
في حالة الحرب العالمية الثانية، اتخذت الولايات المتحدة إجراءات مماثلة في زيادة سيطرتها على الاقتصاد. وقدم الهجوم على قاعدة بيرل هاربر الشرارة للحاجة إلى بدء التحول إلى اقتصاد الحرب. ومع هذا الهجوم، شعرت واشنطن أن هناك حاجة إلى مزيد من البيروقراطية للمساعدة في التعبئة. ورفعت الحكومة الضرائب التي تُدفع لسد نصف تكاليف الحرب والأموال المقترضة في شكل سندات حرب، لتغطية ما تبقى من الفاتورة. «كما اشترت المؤسسات التجارية مثل البنوك سندات وأوراق خزانة أخرى بقيمة مليارات الدولارات حتى أصبح لديها في نهاية الحرب أكثر من 24 مليار دولار.» وساعد إنشاء مجموعة كبيرة من الوكالات على توجيه الموارد نحو المجهود الحربي. ومن بين الوكالات البارزة وكالة مجلس الإنتاج الحربي (WPB)، التي «منحت العقود الدفاعية وخصصت الموارد النادرة - مثل المطاط والنحاس والنفط - للاستخدامات العسكرية، وأقنعت الشركات للتحول إلى الإنتاج الحربي.» وتم دمج ثلثي الاقتصاد الأمريكي في المجهود الحربي بحلول نهاية عام 1943. وبسبب هذا التعاون الهائل بين الحكومة وكيانات القطاع الخاص، يمكن القول إن التدابير الاقتصادية التي تم سنها قبل وأثناء الحرب العالمية الثانية ساعدت في قيادة قوات الحلفاء إلى النصر.

## ألمانيا

### الحرب العالمية الأولى
شهدت ألمانيا دمارًا اقتصاديًا في أعقاب الحربين العالميتين. وبينما لم يكن هذا نتيجة للتخطيط الاقتصادي الخاطئ، فمن المهم أن نفهم الطرق التي انتهجتها ألمانيا لإعادة الإعمار. في الحرب العالمية الأولى، أصيب القطاع الزراعي الألماني بشدة من مطالب المجهود الحربي. فلم يقتصر الأمر على تجنيد العديد من العمالة، ولكن تم تخصيص الكثير من الطعام ذاته للقوات، الأمر الذي أدى إلى حدوث نقص في المواد الغذائية. «وكانت السلطات الألمانية غير قادرة على حل [مشكلة] ندرة المواد الغذائية، ولكنها طبقت نظام ترشيد غذائي والعديد من أنظمة تحديد حد أعلى للأسعار لمنع المضاربة والتربح. ولسوء الحظ، لم تحقق هذه التدابير النجاح المنشود.»

### الحرب العالمية الثانية
مع اقتراب الحرب العالمية الثانية، قدم النازيون سياسات جديدة لم تؤد فقط إلى انخفاض معدل البطالة، ولكنها خلقت آلة حربية هائلة في انتهاك واضح لمعاهدة فرساي. وخلال فترة الرايخ الثالث، تم تنفيذ عمليات تجنيد فضلاً عن بناء المصانع لتلبية متطلبات التوسع العسكري. وقد أدت هذه الإجراءات إلى خلق وظائف للكثير من الألمان الذين كانوا يعانون من وطأة الانهيار الاقتصادي عقب الحرب العالمية الأولى. ومع ذلك، تجدر الإشارة إلى أنه في حين انخفضت معدلات البطالة، فإنه «بحلول عام 1939، بلغ الدين الحكومي أكثر من 40 مليار مارك ألماني.» وبعد الحرب العالمية الثانية، تبين أن ألمانيا استغلت اقتصادات البلدان التي احتلتها. ومن بين أهم حالات الاستغلال، وفقًا للمؤرخ بولدورف والمؤرخ شيرنر، كانت فرنسا و«كان اقتصادها المتنامي للغاية… [يُعتبر] أحد أكبر الاقتصادات في أوروبا.» ومما يدعم هذا أيضًا كشفهما عن أن الاقتصاد الفرنسي شكل 11 في المائة من الدخل القومي لألمانيا (خلاف فترة الاحتلال) وهو ما غطى خمسة أشهر من إجمالي دخل ألمانيا للحرب. وباستخدام الابتزاز والسخرة، استولى النازيون على الكثير من الناتج الاقتصادي لفرنسا. على سبيل المثال، خلال الشهور الأولى من الاحتلال النازي، تم إجبار الحكومة الصورية الفرنسية على دفع رسوم «إيواء» بقيمة عشرين مليون مارك ألماني يوميًا. ومن المفترض أن الرسوم كانت تُدفع لقوات الاحتلال النازي. وفي الواقع، كانت الأموال تُستخدم لتغذية اقتصاد الحرب النازية. "" واستخدمت ألمانيا العديد من الوسائل لدعم مجهودها الحربي. ومع ذلك، وبسبب استسلام النازيين للحلفاء، من الصعب الحديث عن آثار سياساتهم الاقتصادية على المدى الطويل.

## الآثار السلبية
كما ذُكر أعلاه بشأن ألمانيا وكفاحها لتخصيص الموارد بشكل فعال خلال الحرب العالمية الأولى، فإن الكثير من البلدان عانت من الآثار السلبية للتحول إلى اقتصاد الحرب. ويجب على مواطني أي دولة مقبلة على حرب أن تدرك أن مستوى معيشتهم سيقل من أجل توفير المزيد من المواد للقوات.